# Branca de Castela
Branca de Castela (em espanhol: Blanca, em francês: Blanche; Palência, 4 de março de 1188 – Paris, 27 de novembro de 1252), foi rainha consorte da França como esposa de Luís VIII de França e depois regente do seu filho São Luís. Era filha do rei Afonso VIII de Castela e Leonor de Inglaterra, e portanto também neta dos monarcas Leonor da Aquitânia e Henrique II de Inglaterra.

## Consorte de Luís VIII
Depois de um longo conflito, Filipe II de França e João de Inglaterra pretendiam assinar um tratado de paz entre os seus dois países. Nos termos deste tratado, era suposto que a princesa Urraca ficasse noiva do príncipe Luís de França. Mas ao visitar as suas netas em Castela, Leonor da Aquitânia foi de opinião de que a personalidade de Branca era mais adequada para ser rainha da França, e assim foi esta quem acompanhou a avó na Primavera de 1200. Urraca casar-se-ia oito anos depois com o infante Afonso de Portugal.

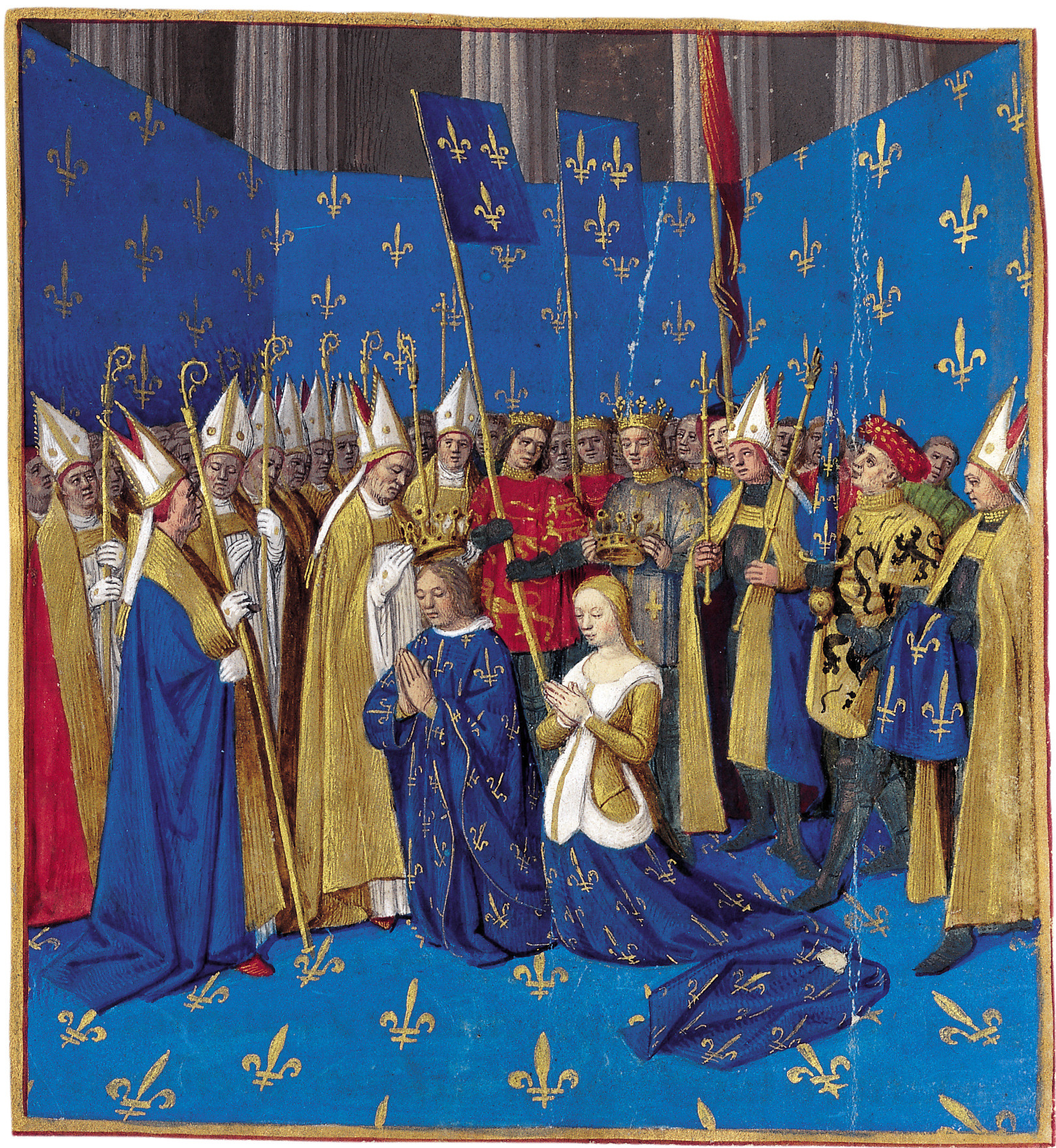
Coroação de Luís VIII de França e Branca de Castela, iluminura de Jean Fouquet, Grandes Chroniques de France

Em 22 de maio de 1200, Filipe Augusto e João Sem Terra assinaram finalmente o tratado de Goulet. João cedeu à sua sobrinha os feudos de Issoudun e Gracay, juntamente com os de André de Chauvigny, senhor de Châteauroux, em Berry. O casamento foi celebrado no dia seguinte em Portmort, na margem direita do rio Sena, território de João, uma vez que os de Filipe estavam sobre um interdicto (sanção equivalente a uma excomunhão, aplicada a um território, com a proibição da celebração de ritos religiosos).
Branca começou a mostrar as suas qualidades de estadista em 1216, quando Luís reclamou a coroa inglesa para a sua esposa, invadindo a Inglaterra a pedido da nobreza inglesa, revoltada contra João Sem-Terra. Mas o apoio dos rebeldes cessou com a morte de João, poucos meses depois. Aliados em torno de Henrique III de Inglaterra, filho do falecido rei, os ingleses uniram-se contra o agora invasor francês. Filipe Augusto não quis se envolver e Branca foi um importante apoio para Luís. Estabeleceu-se em Calais e organizou duas frotas e um exército sob o comando de Roberto de Courtenay, que acabariam por serem derrotados pelos ingleses.
Quando Filipe II de França morreu, Luís VIII sucedeu-o e foi coroado em 6 de agosto de 1223, juntamente com Branca, na catedral de Reims. A maioria dos monarcas capetianos enfrentou crises dinásticas ao ter dificuldades em gerar um herdeiro. Branca de Castela foi uma rainha particularmente bem-sucedida nesta questão, dando à luz mais de uma dezena de crianças. Ao educar os seus filhos nos mais rígidos princípios morais e religiosos, ganhou também a aprovação do clero.

## Regente de Luís IX

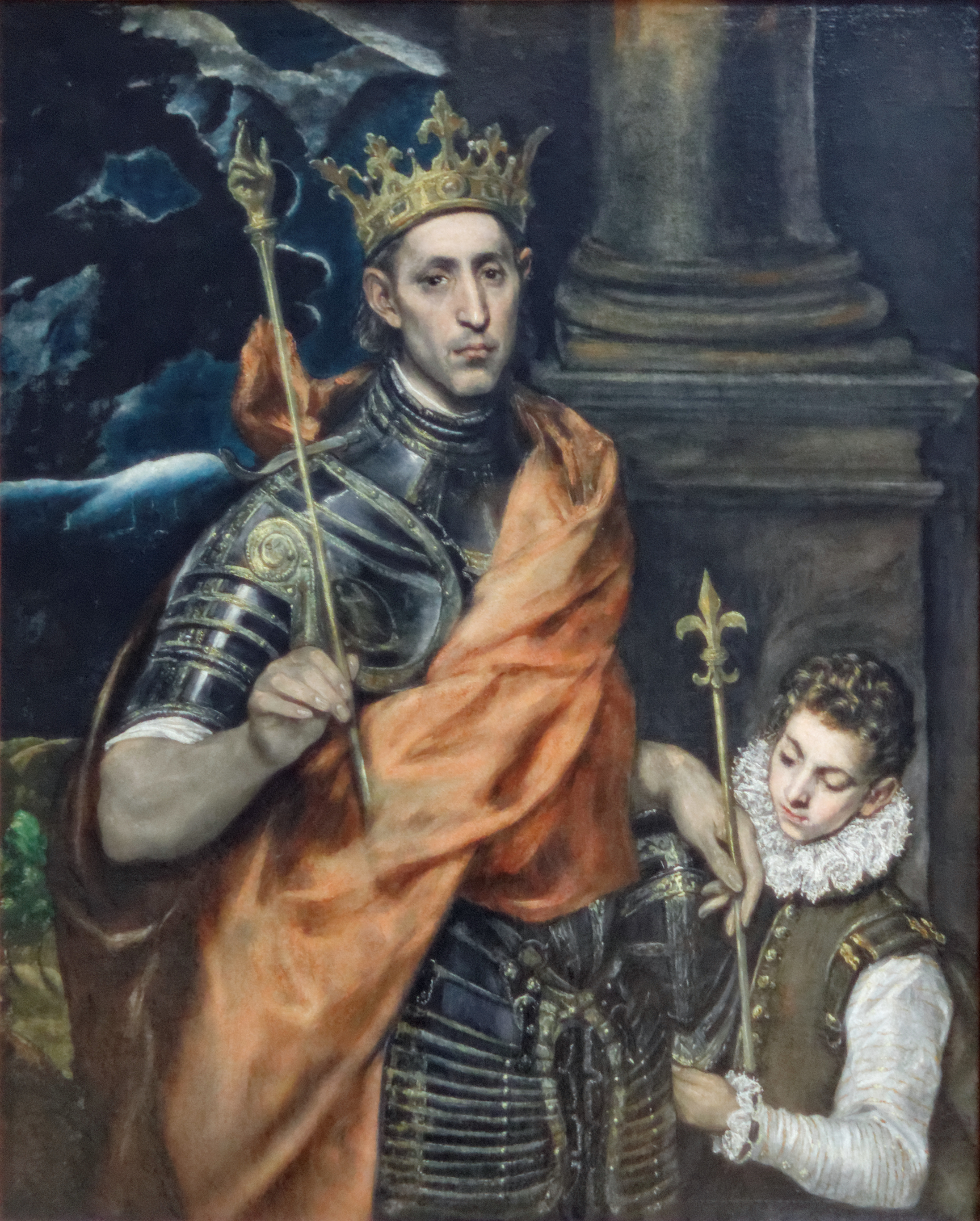
São Luís pintado por El Greco, Museu do Louvre

Após a morte de Luís VIII em 1226, Branca tornou-se regente em nome do filho Luís IX de França de doze anos de idade. Apesar da grande aceitação como rainha consorte, agora enfrentava a hostilidade da nobreza francesa, provavelmente devido a ser mulher e estrangeira, apoiada em outro estrangeiro, o cardeal Romano Frangipani de Santo-Ângelo, legado papal e preceptor do jovem rei. Mas, acima de tudo, os nobres desejavam aproveitar uma debilidade da autoridade real para retomar as prerrogativas políticas que um século de progresso do poder real lhes tinha retirado.
Branca só conseguiu dissolver esta coligação ao dividir os barões, impressionados pelos seus preparativos bélicos ou conquistados pela hábil diplomacia. Na conclusão do tratado de Meaux-Paris de 1229, conseguiu organizar a tomada dos capetianos sobre o Languedoc. No ano seguinte repeliu um ataque inglês e resistiu aos boatos de ligações ilícitas com o cardeal Frangipani e com Teobaldo IV de Champagne. Paralelamente, apoiou-se na obra reformadora de Bernardo de Claraval para fundar as abadias de Royaumont, em 1228, e de Maubuisson, em 1236.
São Luís reconheceu dever-lhe o seu reino, ele mesmo afetado pela personalidade imperiosa da mãe. Mesmo depois da maioridade em 1234, manteve a grande influência política de Branca. Foi a ela que confiou mais uma vez a regência durante a Sétima Cruzada ao Egito, projeto a que a castelhana se opunha. Na campanha desastrosa que se seguiu, ela manteve a paz, simultaneamente retirando homens e dinheiro do reino para auxiliar o seu filho no Oriente.
A rainha-mãe soube triunfar sobre as coligações formadas contra a sua pessoa e contra a monarquia pelos grandes vassalos, governando com inteligência, e pôs fim ao conflito contra os cátaros. Foi celebrada pela sua beleza tanto quanto pela sagacidade, inspirando uma arrebatada paixão ao conde Teobaldo IV de Champagne, que a apoiou politicamente e a cantou na sua poesia. Branca de Castela também pode ter sido compositora: a ela é atribuído Amours ou trop tard me suis pris.
No final da sua vida retirou-se em Melun, onde morreu em 27 de novembro de 1252. Os casamentos dinásticos de sua vasta prole e de seus descendentes fizeram com que Branca de Castela se tornasse ancestral de praticamente todas as casas reais europeias em menos de cem anos após sua morte.

## Descendência

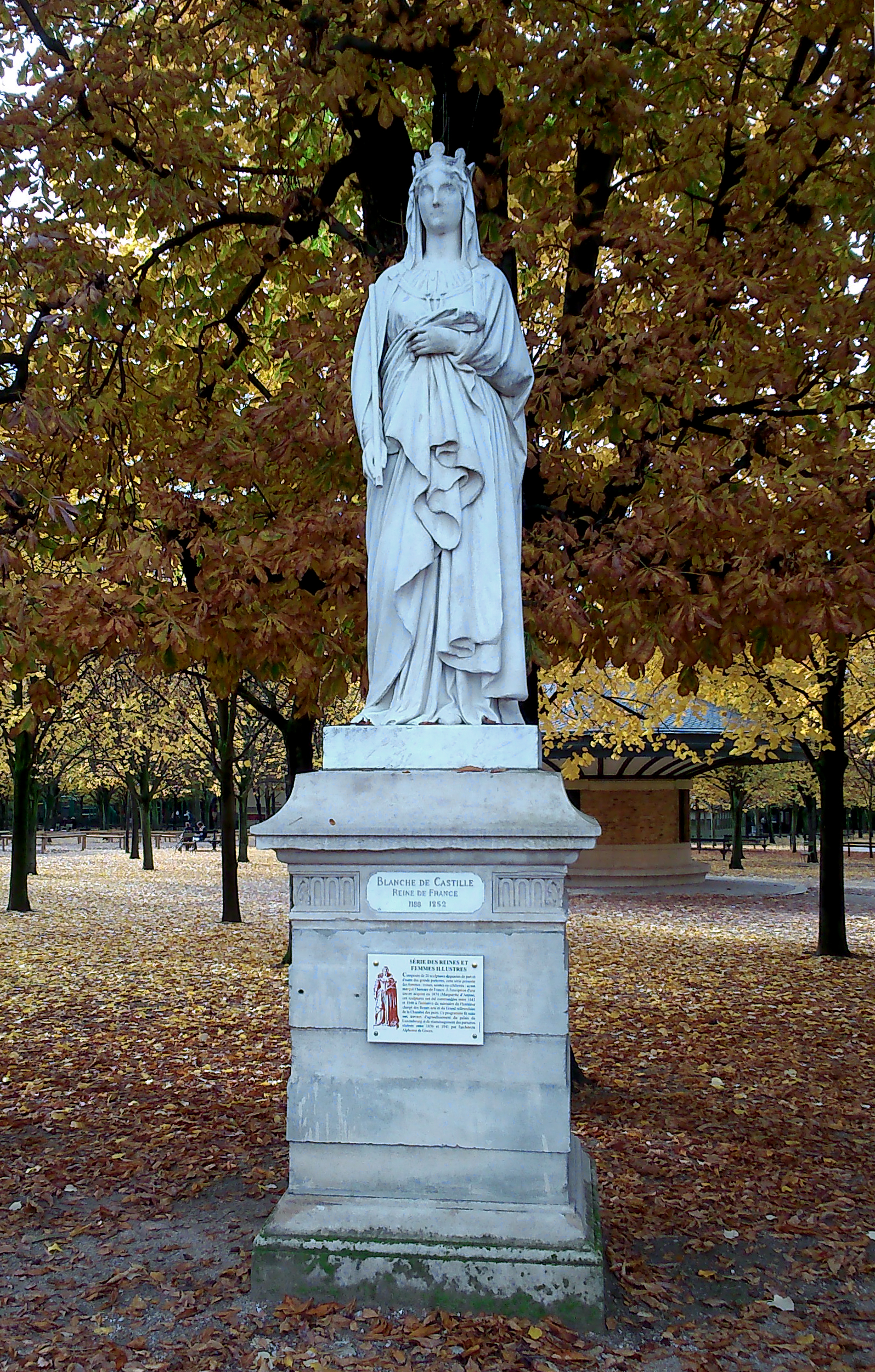
Estátua de 1848 por Auguste Dumont no Jardim de Luxemburgo, em Paris.

Da união de Branca de Castela com Luís VIII nasceram:
- Branca (1205–1206)
- Inês (nascida e morta em 1207)
- Filipe (9 de setembro de 1209 - julho de 1218), casado ou apenas noivo de Inês de Donzy
- Afonso e João (gémeos nascidos e mortos em Lorrez-le-Bocage a 23 de janeiro de 1207)
- Luís IX de França (1214-1270, herdeiro do pai no trono da França, canonizado como São Luís em 1297
- Roberto I de Artésia (1216-1250), o Valente, casado com Mafalda de Brabante
- Filipe (1218-1220)
- João (21 de julho de 1219 - 1232), conde de Anjou e Maine
- Afonso III de Poitiers (1220-1271), conde de Poitiers e Auvérnia, e de Toulouse por casamento com Joana de Toulouse
- Filipe Dagoberto (20 de fevereiro de 1222-1232)
- Estêvão (1225-1226)
- Isabel (1225-1269), abadessa fundadora de Longchamp
- Carlos I da Sicília (1226-1285), conde de Anjou e Maine, duque de Anjou, rei da Sicília e de Nápoles, rei de Jerusalém e conde da Provença